# اریک پوزنر
اریک اندرو پوزنر (‎/ˈpoʊznər/‎؛ متولد ۵ دسامبر 1965) یک وکیل آمریکایی و پژوهشگر حقوق است که از سال ۲۰۲۲ به عنوان مشاور در بخش ضد انحصار وزارت دادگستری خدمت کرده‌است پوزنر به عنوان استاد حقوق در دانشکده حقوق دانشگاه شیکاگو، حقوق بین‌الملل، حقوق قراردادها و ورشکستگی را در میان سایر زمینه‌ها تدریس کرده‌است. او پسر ریچارد پوزنر قاضی بازنشسته حوزه هفتم است.

## تحصیلات
پوزنر در دانشگاه ییل درس خواند و مدرک کارشناسی و کارشناسی ارشد در رشتهٔ فلسفه گرفت. و مدرک JD خود را از دانشکده حقوق هاروارد در سال ۱۹۹۱ دریافت نمود. او کارمند قاضی استفان اف ویلیامز از حوزه واشینگتن بود.

## حرفه
پوزنر کار تدریس خود را از سال ۱۹۹۳ تا ۱۹۹۸ در دانشکده حقوق دانشگاه پنسیلوانیا آغاز کرد در سال ۱۹۹۸، او به دانشکده حقوق دانشگاه شیکاگو پیوست، جایی که هم‌اکنون استاد حقوق کرکلند و الیس و کرسی تحقیقاتی استر کین است. او همچنین استاد مدعو در دانشکده حقوق کلمبیا و دانشکده حقوق دانشگاه نیویورک بوده‌است. از سال ۱۹۹۸ تا ۲۰۱۱، او سردبیر مجله مطالعات حقوقی بود. پوزنر نویسنده یا شریک نویسندگان کتاب‌ها و مقالات بسیاری در زمینه‌هایی از جمله حقوق بین‌الملل، تحلیل هزینه و فایده، و قانون اساسی بوده‌است. او در شیکاگو به تدریس دروس ضد انحصار، قراردادها، حقوق بین‌الملل عمومی و مقررات مالی می‌پردازد. از سال ۲۰۲۲، پوزنر به عنوان مشاور دستیار دادستان کل در امور ضدانحصار در وزارت دادگستری ایالات متحده شروع به کار کرد.

## کارها
کتاب‌های منتشر شده پوزنر در موضوعات مختلفی از جمله حقوق بین‌الملل، حقوق روابط خارجی، قراردادها، و نظریه بازی‌ها بوده و طیف گسترده‌ای دارند. در سال ۲۰۰۵، پوزنر در مورد محاکمه صدام حسین هم پستی منتشر کرد.

## کتابشناسی برگزیده

### کتاب‌ها
- قانون و هنجارهای اجتماعی (انتشارات دانشگاه هاروارد، 2000). شابک 0-674-00814-6
- محدودیت‌های حقوق بین‌الملل (انتشارات دانشگاه آکسفورد، ۲۰۰۵) (با جک گلداسمیت).شابک ‎۰−۱۹−۵۱۶۸۳۹−۹شابک 0-19-516839-9
- وحشت در تعادل: امنیت، آزادی و دادگاه (انتشارات دانشگاه آکسفورد، ۲۰۰۷) (با آدریان ورمول).شابک ‎۰−۱۹−۵۳۱۰۲۵-Xشابک 0-19-531025-X
- خطرات قانونی‌گرایی جهانی (انتشارات دانشگاه شیکاگو، ۲۰۰۹)شابک ‎۰-۲۲۶-۶۷۵۷۴-۲
- قانون و شادی (انتشارات دانشگاه شیکاگو، ۲۰۱۰)شابک ‎۰-۲۲۶-۶۷۶۰۰-۵
- عدالت تغییر آب و هوا (انتشارات دانشگاه پرینستون، ۲۰۱۰) (با دیوید وایزباخ)شابک ‎۰-۶۹۱-۱۳۷۷۵-۷
- مجریه بدون قید: پس از جمهوری مدیسونی (به همراه آدریان ورمول) (انتشارات دانشگاه آکسفورد ۲۰۱۱)شابک ‎۰-۱۹-۹۷۶۵۳۳-۲،
- قانون و نظریه قراردادها (آسپن ۲۰۱۱)شابک ‎۱-۴۵۴۸-۱۰۷۱-۸
- مبانی اقتصادی حقوق بین‌الملل (هاروارد ۲۰۱۳) (با آلن سایکس)شابک ‎۰۶۷۴۰۶۶۹۹۵
- گرگ و میش حقوق بشر (انتشارات دانشگاه آکسفورد ۲۰۱۴)شابک ‎۹۷۸–۰۱۹۹۳۱۳۴۴۰
- بازارهای رادیکال (انتشارات دانشگاه پرینستون ۲۰۱۸)شابک ‎۹۷۸۰۶۹۱۱۷۷۵۰۲ (با E. Glen Weyl)
- آخرین راه حل: بحران مالی و کمک‌های مالی آینده (انتشارات دانشگاه شیکاگو، ۲۰۱۸)شابک ‎۹۷۸-۰-۲۲۶-۴۲۰۰۶-۶
- کتاب بازی عوام فریبانه: نبرد برای دموکراسی آمریکایی از بنیانگذاران تا ترامپ (کتابهای همه نکات، ۲۰۲۰)شابک ‎۹۷۸۱۲۵۰۳۰۳۰۳۵

## زندگی شخصی
او یک زن و دو فرزند دارد. او پسر قاضی دادگاه تجدیدنظر سابق ایالات متحده در حوزه هفتم، ریچارد پوزنر، است.